# Ті, що падають вгору
Ті, що падають вгору — український рок-гурт із Тернополя. Лідером гурту є вокалістка Ольга Чіркова.

## Історія гурту

### Утворення
Ідея створення гурту виникла в січні 1996 року в Андрія Федишина та Сашка Дударчука. Із солісткою гурту Ольгою Чірковою вони познайомилися випадково. Перша репетиція гурту відбулася 9 травня 1996 року. Гурт існував місяць-два і мав назву «der wandel».
Вдруге гурт зібрався 10 січня 1998 року. Тоді і з'явилася назва «Ті, що падають вгору». Знову почалися репетиції. Андрію Федишину довелося сісти за ударні, хоча він завжди був гітаристом, а на гітару прийшов Сергій Деркач. Сашку Дударчуку дістався бас. Всі заново почали вивчати свої інструменти. Наполеглива праця, довгі, виснажливі репетиції все-таки пішли на користь.

### Розширення складу, перший альбом
У 1999 році «Ті, що падають вгору» вперше взяли участь у всеукраїнському фестивалі «Нівроку». Того ж року написана пісня «Та, що танцює з вітром». Відчуття того, що лише двома гітарами їм не передати того, що хочуть, примусило шукати скрипку. Як результат, у 2000 році в складі гурту з'явилася Наталя Багрій, хоч грала вона не на скрипці, а на альті. Записавши «Та, що танцює з вітром», гурт їде на фестиваль «Перлини сезону».
Влітку 2001 року сталось диво: знайшовся спонсор і гурт записує альбом «Та, що танцює з вітром», який залишився виданим лише в форматі аудіокасети.

### Зміни складу
2003—2005 роки — в гурт приходять гітарист Сергій Стецій та скрипалька Ірина Віцентович.
2006 рік — перерва на 4 місяці; гурт не збирався. За цей час хлопці зрозуміли, що вони більше не можуть віддавати стільки часу групі. 15 лютого відбувся перший прощальний концерт «Тих, що падають вгору» в «Мальвах», а 28 квітня — останній — в «Березолі». Зі старого складу залишились тільки Ольга Чіркова, Наталя Багрій та Ірина Віцентович. Бажання музикувати змусило решту складу гурту знайти нових музикантів. Відбір був жорсткий. Результат: до складу гурту увійшли Василь Мізюк — гітара, Ярослав Дроздовський — бас, та Віктор Семчук — барабани.
У вересні 2006 року «Ті, що падають вгору» перезаписують новим складом пісню «Чекаючи тебе». Запис відбувся в Києві на студії «happy records» і продюсував його Дмитро Остроушко, фронтмен культового гурту «Щастя», зводив Ігор Дубровський. Невдовзі після запису пісні Віктор Семчук покинув гурт.
Весною 2007 року за барабани сів Андрій Зубакін. Улітку розпочалися повноцінні регулярні репетиції, стабілізувався склад. Перший виступ цим складом відбувся у грудні 2007 року.
Восени 2013 року гурт переформатовується і частково міняє склад. У гурті залишаються Ольга Чіркова, Ярослав Дроздовський, Василь Мізюк та приходить гітарист Василь Дроздовський.
У 2015 році до гурнту приєднуються нові учасники Олександр Жихномірський (бас-гітара) та Андрій Юськевич (барабани). У цьому складі гурт записує два альбоми - "Десь там в небесах" та "Гріхи". 

### 2008 рік
Наприкінці червня 2008 року «Ті, що падають вгору» виступили на фестивалі «Уніж 2008», а в липні на промоакції фестивалю «Славське Рок» у Тернополі.
2009 рік гурт «Ті, що падають вгору» зустрів у підготовці запису альбому. Для досягнення більшої виразності пісень до гурту приєднався гітарист Сергій Бучинський.
2009 р. 6—7 червня участь у фестивалі «Вертикаль» («Вертифест») в межах села Старі Петрівці Вишгородського району Київської області на мальовничому лісистому березі Київського водосховища.
2009 р. 6-7 липня участь у фкстивалі «Млиноманія 2009» с. Сокілець Вінницької області.
2009 р. 29 серпня — виступ в пам'ять про Ігора Пелиха на центральному стадіоні міста Тернопіль.
2010 р. 23 червня — виступ у фестивалі «Обнова-фест» м. Чернівці.
2010, серпень — фестиваль «Захід».
2015 р. 14 червня гурт — гурт видає другий альбом «Дивина», пісні до якого накопичувались з 2007 року.
2017 р. 5 травня гурт презентує третій альбом «Десь там в небесах».
2019 р. Презентація альбому "Гріхи"

## Склад

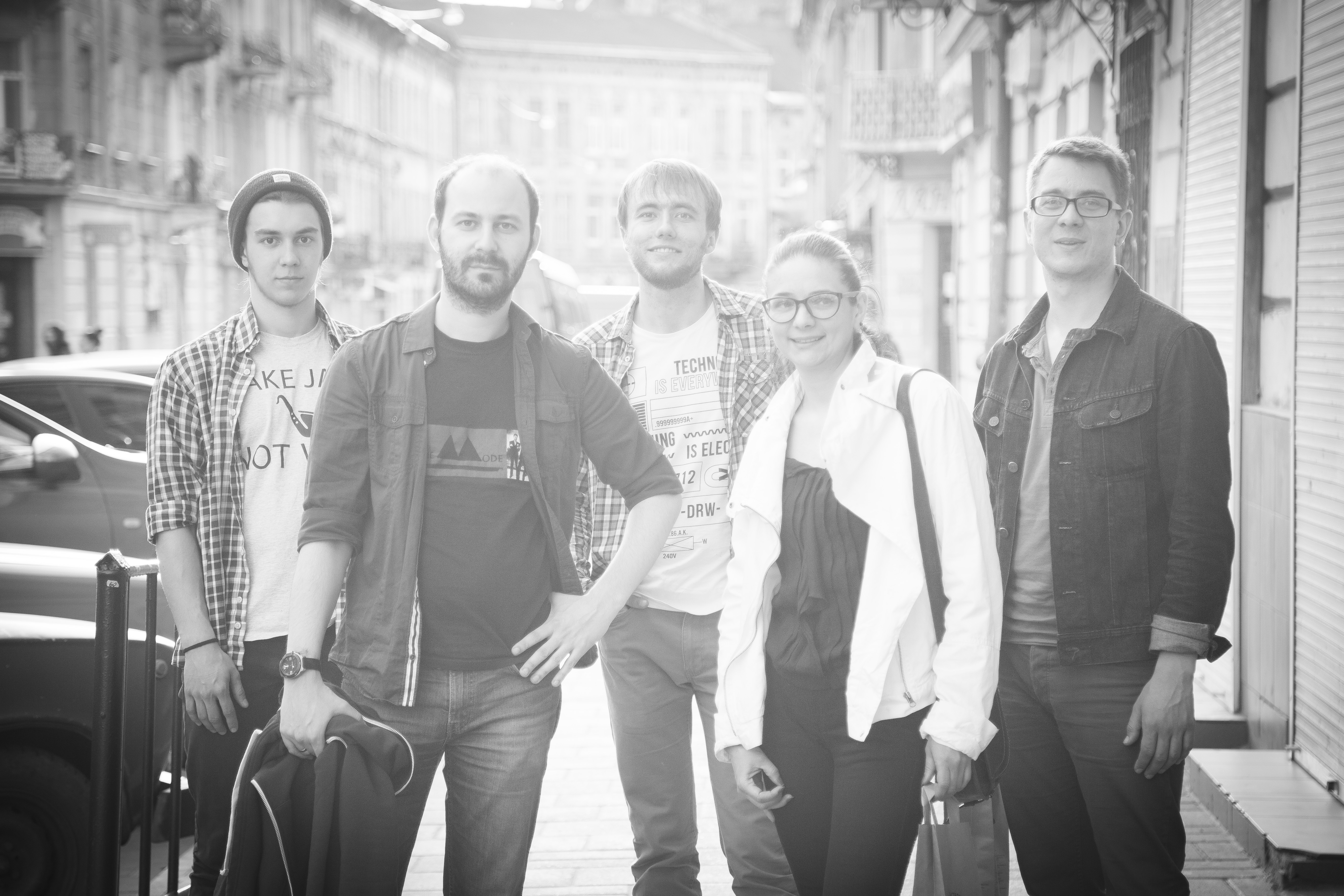

- Ольга Чіркова — вокал.
- Василь Мізюк — гітара.
- Василь Дроздовський — гітара.

- Андрій Юськевич — барабани.

- Олександр Жизномірський — бас-гітара.

## Дискографія
- Та, що танцює з вітром (2002)
- Дивина (2015)
- Десь там в небесах (2017)
- Гріхи (2019)